# Neottia inagakii
Neottia inagakii är en orkidéart som beskrevs av Yagame, Katsuy. och Tomohisa Yukawa. Neottia inagakii ingår i släktet näströtter, och familjen orkidéer. Inga underarter finns listade i Catalogue of Life.